# Himopolynema hexatricha
Himopolynema hexatricha är en stekelart som beskrevs av Hayat och Basha 2003. Himopolynema hexatricha ingår i släktet Himopolynema och familjen dvärgsteklar. Inga underarter finns listade i Catalogue of Life.